# Augsburger Straße (Dinkelscherben)
Die Augsburger Straße ist eine Straße in der Marktgemeinde Dinkelscherben im schwäbischen Landkreis Augsburg in Bayern.

## Lage und Gebäude
Die Straße beginnt innerstädtisch an der Kreuzung von Burggasse, Marktstraße und Bahnhofstraße und verläuft für rund einen Kilometer stadtauswärts in östliche Richtung. In der der Verlängerung führt sie in den Ortsteil Häder.
Auf ihr befinden sich sechs Baudenkmäler – je eine Pfarrkirche, Gaststätte und ehemalige Brauerei sowie das Verwaltungsgebäude des Spitals, ein Bauernhaus und ein ehemaliges Zehentstadel –, die in der Bayerischen Denkmalliste eingetragen sind.

## Galerie

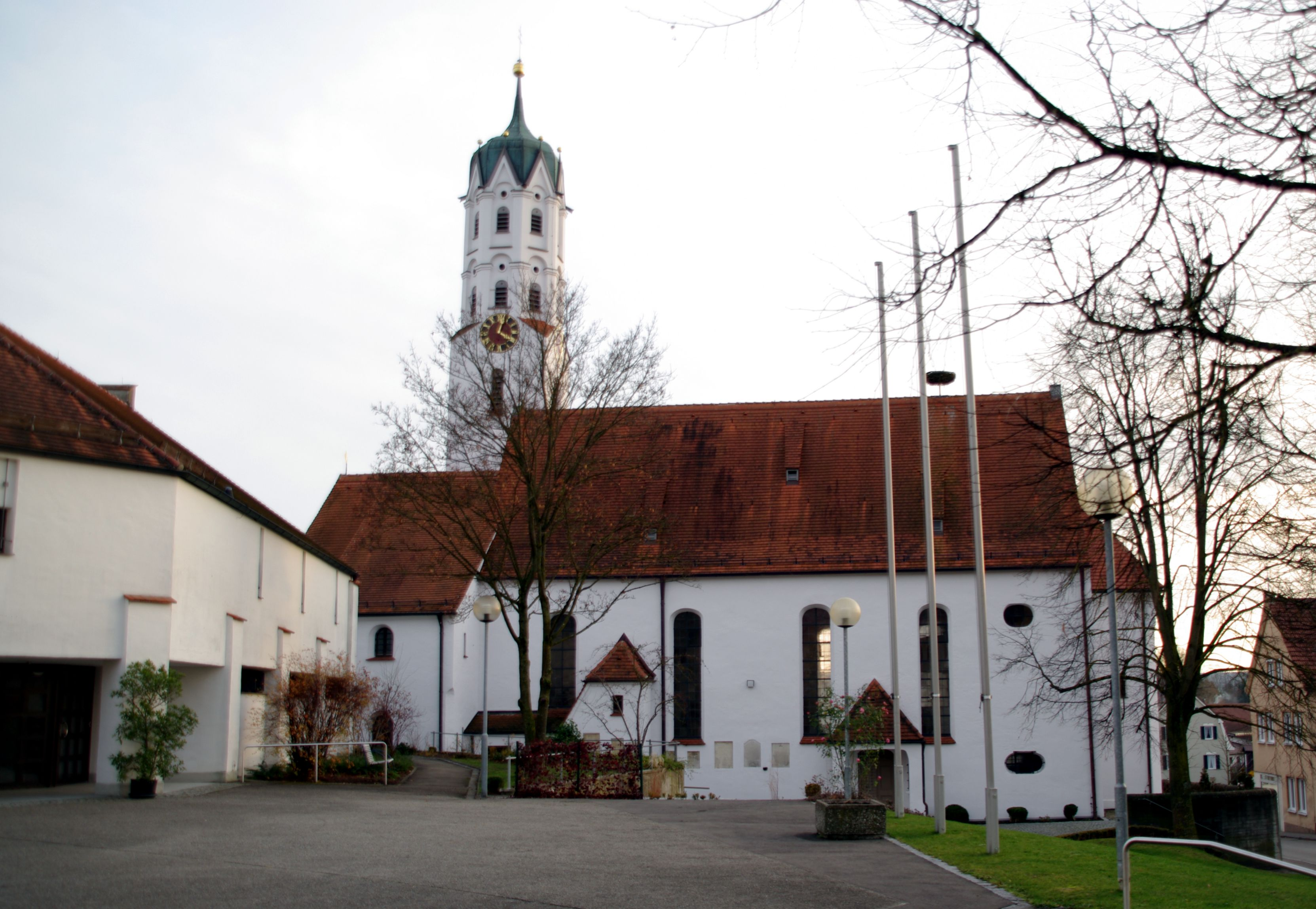
Katholische Pfarrkirche St. Anna, Augsburger Straße 1
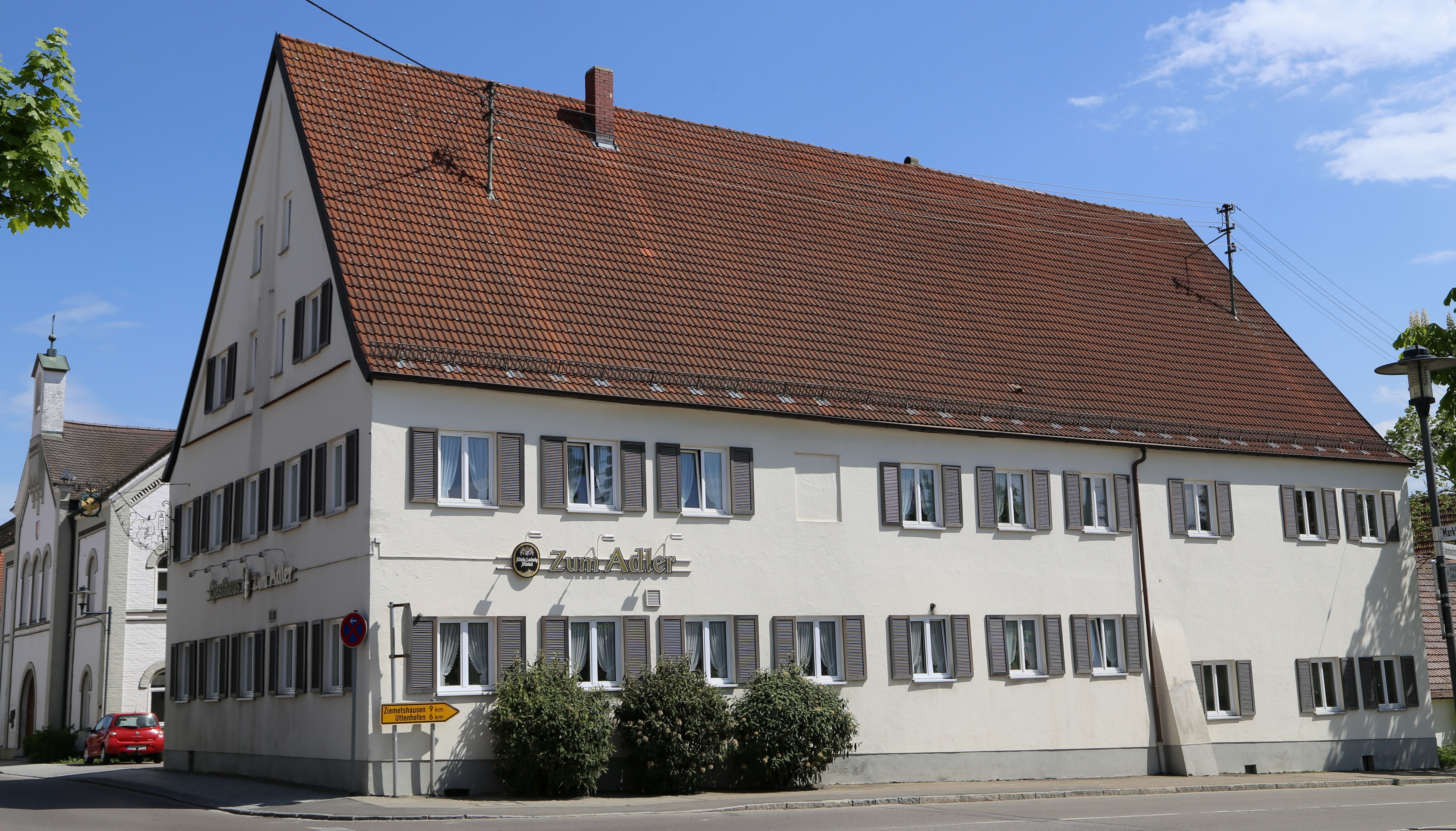
Gasthof Schwarzer Adler, Augsburger Straße 2
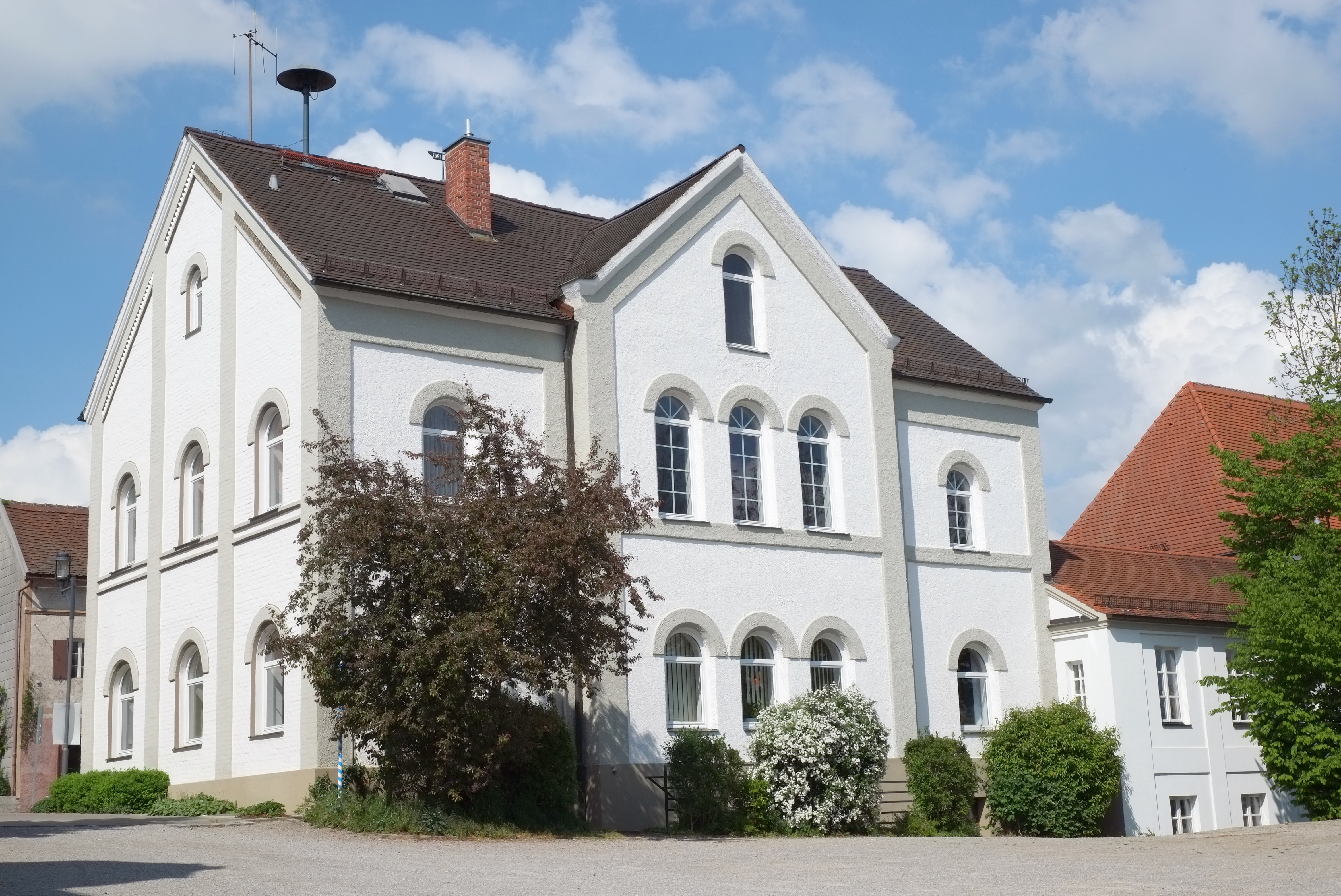
Ehemaliges Brauereigebäude (jetzt Rathaus), Augsburger Straße 4
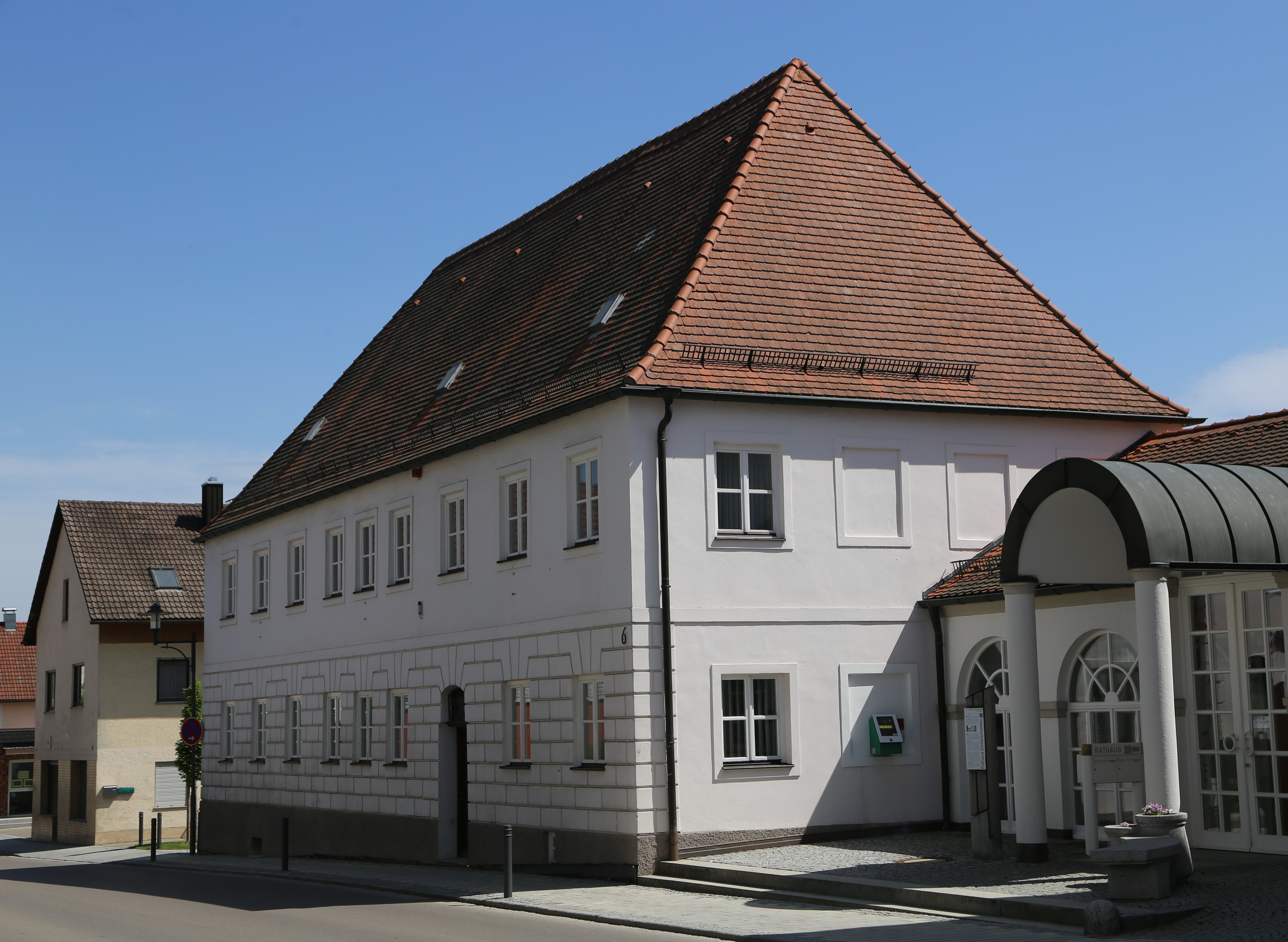
Verwaltungsgebäude des Spitals, Augsburger Straße 6
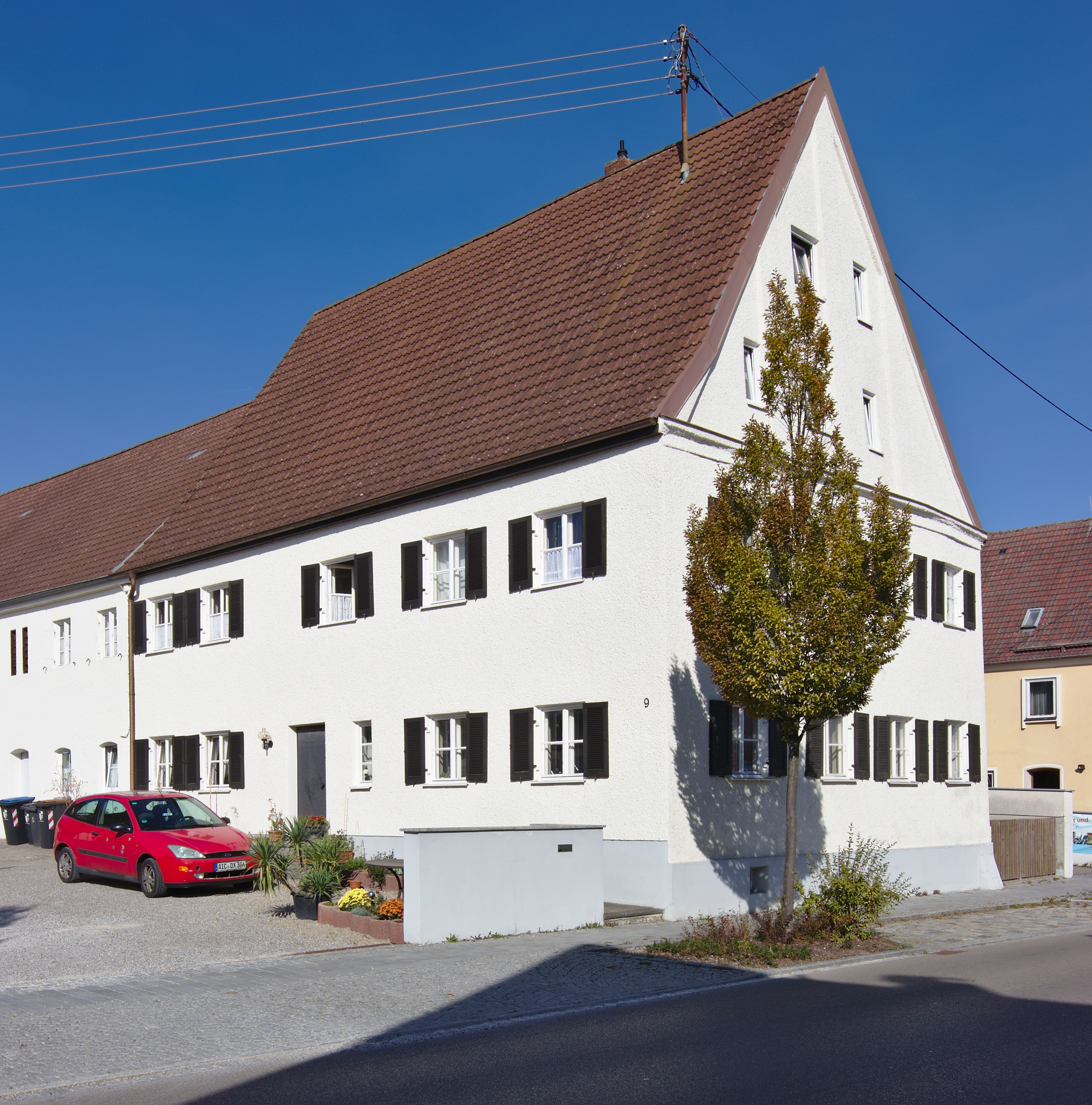
Bauernhaus, Augsburger Straße 9
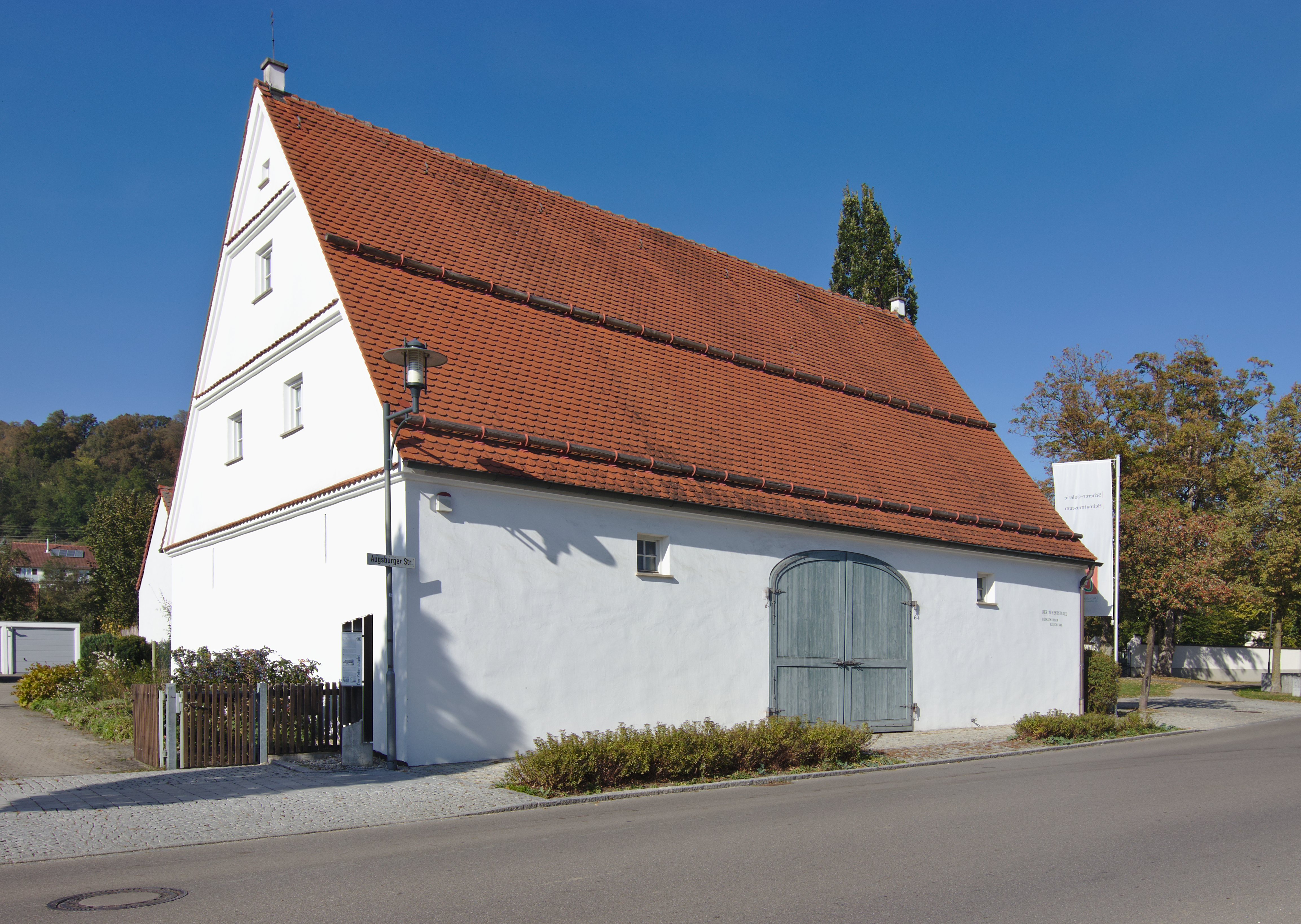
Ehemaliges Zehentstadel, Augsburger Straße 27